# Feeling Alive
Feeling Alive – utwór cypryjskiego wokalisty Steliosa Konstandasa napisany przez niego samego, wydany w 2003 roku.

## Historia utworu

### Konkurs Piosenki Eurowizji 2003
W 2003 roku singiel został wybrany wewnętrznie na propozycję, z którą Konstandas reprezentował Cypr podczas 48. Konkursu Piosenki Eurowizji. Wyboru dokonała powołana przez krajową telewizję Radiofoniko Idrima Kipru trzyosobowa komisja jurorska w składzie: Ewi Drutsa, Lia Wisi i Marios Skordis. Po wyborze kompozycji wokalista wyruszył w europejską trasę promocyjną, w ramach której wystąpił w Grecji, Hiszpanii, Polsce, Chorwacji, Portugalii, Rumunii, Rosji, Wielkiej Brytanii oraz na Malcie i Ukrainie. W finale konkursu, który odbył się 24 maja, piosenka zdobyła łącznie 15 punktów, w tym maksymalną notę 12 punktów z Grecji, i zajęła ostatecznie 20. miejsce ogólnej klasyfikacji. 
Singiel został 900. konkursową propozycją zaprezentowaną w historii imprezy.
Oprócz anglojęzycznej wersja utworu, wokalista nagrał także piosenkę w języku greckim („Ja sena”) i grecko-angielskim.

## Lista utworów
CD Maxi-single
1. „Feeling Alive” (Eurovision Version) – 2:55
2. „Feeling Alive” (Greek/English Version) – 2:55
3. „Ja sena (Feeling Alive)” – 2:55
4. „To chatiri” – 4:38
5. „Mawros Ilios” – 3:02